# انخباتین بادار-اوگان
انخباتین بادار-اوگان (مغولی: Энхбатын Бадар-Ууган؛ زادهٔ ۳ ژوئن ۱۹۸۵) بوکسور اهل مغولستان است.
از افتخارات وی میتوان به کسب مدال طلا در بازی‌های المپیک تابستانی ۲۰۰۸ اشاره کرد.